# Ernst Karl Winter

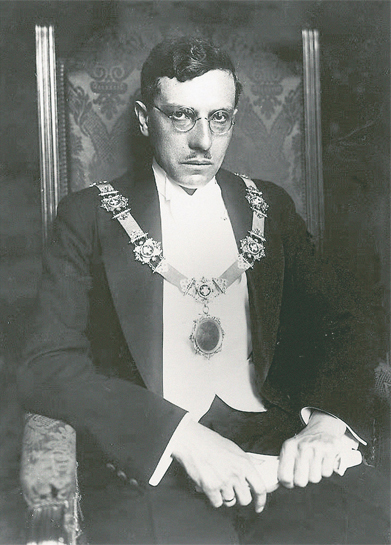
Ernst Karl Winter

Ernst Karl Winter (* 1. September 1895 in Wien, Österreich-Ungarn; † 4. Februar 1959 ebenda) war ein österreichischer Soziologe und Politiker.

## Leben

### Jugend und Ausbildung
Ernst Karl Winter wuchs als Einzelkind des Schriftstellers und Juristen Ernst Winter (1861–1927) und der Schriftstellerin Mina Winter-Schottenfeld (eigentlich Wilhelmine Katharina Gsur, 1867–1945) in Währing auf. Sein Onkel und Taufpate war Karl Friedrich Gsur. Früh entschied er sich für den Weg eines sozial engagierten Katholiken und stieß während seiner Zeit im Gymnasium zur katholischen Jugendbewegung von Anton Orel, dessen Ansichten Einfluss auf die ersten Publikationen Winters ausübten. Nach Beginn des Ersten Weltkriegs meldete er sich im Oktober 1914 als Einjährig-Freiwilliger bei den Tiroler Landesschützen, wo er mit seinem Regimentskameraden Engelbert Dollfuß Freundschaft schloss. Zu dem in akademischen Kreisen damals dominierenden deutschnationalen Gedankengut geriet Winter früh in Widerspruch. So verweigerte er entsprechend der katholischen Doktrin ein Duell, zu dem ihn ein deutschnationaler Offizier wegen eines allzu kaisertreuen Artikels gefordert hatte. Winter verlor damit die Möglichkeit einer Offizierskarriere.
1918 kritisierte er als überzeugter Legitimist den pragmatischen Schwenk des bürgerlichen Lagers hin zur Republik. Im Sommer 1918 inskribierte Winter an der juridischen Fakultät der Universität Wien. Er promovierte 1922 nach Vorlesungen bei Hans Kelsen, Othmar Spann und Max Adler, besuchte aber bis 1924 weitere soziologische und historische Vorlesungen. Danach lebte er als Schriftsteller und Privatgelehrter.

### Aktivismus gegen Nationalsozialismus
Auf seine Initiative wurde im Jahr 1927 unter Beteiligung von Hans Karl von Zessner-Spitzenberg, August Maria Knoll, Alfred Missong, Wilhelm Schmid, u. a. die Österreichische Aktion geschaffen, die erstmals auf einer programmatisch-publizistischen Grundlage den Gedanken einer eigenständigen österreichischen Identität formulierte.
Der Versuch einer Habilitation als Soziologe mit einer Arbeit über die „Sozialmetaphysik der Scholastik“ misslang, unter anderem weil Winter den damals im Fach informell vorgeschriebenen Artikel für die rechtsextreme Deutschösterreichische Tages-Zeitung (DÖTZ) nicht zu schreiben bereit war. Auch zwei weitere Versuche zu habilitieren scheiterten an dem deutschnationalen Professorenkollegium. Ab 1930 leitete er den Gsur-Verlag, der sich als einziger österreichischer Verlag einem kompromisslosen Kampf gegen den Nationalsozialismus verschrieben hatte. Generell waren Winters Publikationen von seinem katholischen Glauben, seiner platonischen Philosophie und seiner schon früh gegen den Nationalsozialismus eingestellten politischen Linie gekennzeichnet. Er hatte Einfluss auf den Soziologen August Maria Knoll, den Gründer der Paneuropa-Bewegung Richard Nikolaus Graf von Coudenhove-Kalergi, auf den Publizisten Alfred Missong und wahrscheinlich auch auf Eric Voegelin.

### „Rechts stehen und links denken“
Berühmt wurde Winter durch seinen Versuch, in der Zeit zwischen 1927 und 1938 eine Versöhnung zwischen Christlichsozialen und Sozialdemokraten zur Abwehr des Nationalsozialismus einzuleiten. Bekannt ist seine politische Parole „rechts stehen und links denken“. Vor allem zwischen April 1933 und Februar 1934, also in der Periode nach Ausschaltung des Parlaments aber vor dem Februaraufstand, verfocht Winter in den von ihm selbst edierten Wiener politischen Blättern aber etwa auch in der sozialdemokratischen Arbeiter-Zeitung diese Position mit geradezu verzweifelter Intensität. So publizierte er offene Briefe an Bundespräsident Wilhelm Miklas. Von Bundeskanzler Engelbert Dollfuß wurde Winter im April 1934 in einer Geste gegenüber der politischen Linken zum Dritten Vizebürgermeister in Wien bestellt.

### „Aktion Winter“
Die „Aktion Winter“ begann mit Ernst Karl Winters Antritt des Amts als Vizebürgermeister und war der Versuch, eine Brücke zwischen den Linken und Rechten zu schlagen, um die sozialdemokratische Arbeiterschaft dazu zu bewegen, an einer gemeinsamen Front gegen den Nationalsozialismus mitzuwirken. Winter begann regelmäßig „Ausspracheabende“ genannte Versammlungen zu organisieren, zu denen Arbeiter per Ankündigungen in der Presse und Plakaten eingeladen wurden, und in denen relativ frei über Arbeiterrechte gesprochen werden konnte. Da diese Veranstaltungen zunehmend turbulent ausfielen, wurde die Teilnehmerzahl bald auf je 100 persönlich geladene Gäste reduziert. Wenngleich diese Veranstaltungen vielen Exponenten des autoritären Regimes (speziell der Heimwehr) missfielen, hatte Winter eine gewisse Rückendeckung durch Dollfuß. Die Arbeiterschaft fasste jedoch nur zögernd Vertrauen zu Winters Aktion: Sie wollten vom Staat zuerst „Taten der Versöhnung“ sehen, Regierungsvertreter forderten aber von den Arbeitern ein „Bekenntnis zum Staat“, bevor sie ihnen entgegenkommen wollten. Winter versuchte vergeblich, diesen Teufelskreis zu durchbrechen.
Mit dem Tod Dollfuß’ verlor Winter seinen mächtigsten Unterstützer. Im Dezember 1934 wurde von der neuen Regierung erstmals die Wochenzeitschrift „Die Aktion“, das Organ der „Aktion Winter“, konfisziert, weil ein abgedruckter Leserbrief den Tatbestand der „Aufreizung“ erfülle. Im gleichen Monat wurde die „Aktion Winter“ in „Österreichische Arbeiter-Aktion“ (Ö. A. A.) umbenannt. „Die Aktion“ wurde unter Vorzensur gestellt. Im März 1935 kündigte Kurt Schuschnigg an, die Ö. A. A. in die Vaterländische Front einzugliedern, da Gefahr bestünde, dass die Aktion missbraucht würde, und es unerlässlich sei, alle „Aufklärungs- und Schulungsarbeit im Einvernehmen mit den Landeshauptleuten“ durchzuführen. Anfang April 1935 wurde die „Soziale Arbeitsgemeinschaft“ (SAG) gegründet, die als politische Interessensvertretung der Arbeiterschaft innerhalb der Vaterländischen Front konzipiert war. Die Ö. A. A. entsandte Vertrauensleute in die SAG. Nachdem jedoch im Juni 1935 dem Gsur Verlag die Bewilligung zur Herausgabe der „Aktion“ entzogen worden war, zog sich die Ö. A. A. aus Protest aus der SAG zurück, was praktisch das Ende der „Aktion Winter“ bedeutete.
Am 24. Oktober 1936 wurde Winter im Gefolge des Juliabkommens mit dem nationalsozialistischen Deutschland seines Bürgermeisterpostens enthoben.

### Flucht aus Wien
Wenige Tage vor dem Anschluss im März 1938 flüchtete Ernst Karl Winter auf dringendes Anraten von Hans Kelsen in die Schweiz. Seine Familie musste er vorerst zurücklassen. Als die Gestapo am 14. März 1938 in das Haus der Familie Winter kam und Ernst Karl nicht vorfinden konnte, nahm sie dessen ältesten Sohn Ernst Florian mit auf die Polizeistation. Aufgrund der guten politischen Kontakte der Familie konnte die Mutter Margerete jedoch erreichen, dass ihr Sohn bereits am selben Tag wieder nach Hause kam. Nach einigen Tagen rief Ernst Karl seine Frau in Wien an und forderte sie auf, sofort gemeinsam mit den acht Kindern über Vorarlberg in die Schweiz nachzukommen. Aber auch vom Schweizer Bundesrat wurde ihnen mitgeteilt, dass gegen ihre Familie ein Auslieferungsantrag an das nationalsozialistische Deutschland bestehe. Deshalb flüchteten sie mit Unterstützung des französischen Ministers Joseph Paul-Boncour weiter nach Frankreich. Von dort konnten sie mit Hilfe eines Korrespondenten der London Times nach England weiterreisen. Auf dem Weg dorthin besuchten sie die Familie Habsburg in Steenokkerzeel. Eigentlich wollte die Familie Winter in Großbritannien bleiben, doch erlaubte auch die dortige Regierung keine österreichische Exilregierung. Aus diesem Grund und auf Anraten von Oswald Redlich und Hans Kelsen entschied Ernst Karl Winter, mit seiner Familie in die USA auszuwandern.

### Exil
Im Oktober 1938 erreichte die Familie Winter schließlich als eine der ersten nicht jüdischen Emigrantenfamilien mit dem Schiff New York.

#### Engagement im Exil
Da alle Ankommenden großes Heimweh hatten und es zu diesem Zeitpunkt noch keine österreichischen Clubs gab, trafen sich beinahe jeden Sonntag zahlreiche Emigranten im Farmhaus der Winters zu österreichischen Abenden. Anfang 1939 gründete Ernst Karl Winter in New York mit dem Austrian American Center das erste überparteiliche Nationalkomitee. Dieses organisierte regelmäßige Demonstrationen und Aufmärsche und veröffentlichte wöchentliche Publikationen. Das Engagement dieser Gruppe wurde auch vom US-Kongress sehr positiv wahrgenommen, was für alle Exilösterreicher u. a. bei der Arbeits- und Studiumswahl einen großen Vorteil bedeutete. Ernst Karl Winter erhielt in New York eine Professur.

#### Buch-ManuskriptGeschichte des österreichischen Volkes
Während der Kriegszeit verfasste Winter ein Buch mit dem Titel Geschichte des österreichischen Volkes, für das er jedoch keinen Verlag fand; erst 2018 wurde das Manuskript gedruckt. Das Anliegen war eine Sozialgeschichte, in welcher Winter zeigen wollte, worin sich die österreichische Bevölkerung von der deutschen unterschied: Winter präsentiert „jene Form der Verösterreicherung, in der Romanen, Slowenen und Bajuwaren ein neues Volk wurden, das sich der deutschen Sprache als seiner Lingua Franca bediente“.
Von diesem seinem Anliegen her beurteilt Winter die Gegenreformation positiv, weil dadurch die germanische Reformation von Österreich abgewehrt wurde. Er meint, dass zur Zeit der Reformation in Österreich vor allem Priesterehe und Laienkelch angestrebt wurden, also ostkirchliche Praktiken; aufgrund des slawischen Einflusses in Österreich waren hier diese beiden reformatorischen Anliegen ohnehin seit langem präsent (aber ohne dass es jemals zur Umsetzung kam). Die darüber hinausgehende, eher intellektuelle und eher Adel und Bürgertum ansprechende Reformation verknüpft Winter stark mit dem „Germanismus“, der seiner Meinung nach einen für Österreich ungesunden Einfluss ausübte. Daher „muß man die Durchführung der Gegenreformation in Österreich als die größte staatsmännische Leistung und ein überragendes Glück für seine Bevölkerung betrachten“. Der Freikirchler Franz Graf-Stuhlhofer kritisiert Winters Sichtweise, denn diese gegenreformatorischen Maßnahmen „verleiteten viele Österreicher zur weltanschaulichen Unaufrichtigkeit – sie lernten, dass es vor allem auf äußere Anpassung ankomme, um Schwierigkeiten zu vermeiden“.

### Späte Rückkehr nach Österreich
Nach 1945 zerschlug sich allerdings Winters Hoffnung auf eine Professur in Graz. Im März 1946 sandte er einen Brief an Viktor Matejka betreffend einer Rückkehr nach Österreich. Erst 1955 kehrte er dann mit seiner Familie zurück und lehrte als Dozent in Wien. In seinen letzten Lebensjahren beschäftigte er sich vermehrt mit Fragen der Religion.
Er wurde auf dem Gersthofer Friedhof bestattet.
Sein Sohn Ernst Florian Winter hatte es sich zur Lebensaufgabe gemacht, den geistigen und politischen Weg seines Vaters fortzuführen.

## Mitgliedschaft
Er war Mitglied der Studentenverbindung Nibelungia Wien im ÖCV.

## Anerkennungen

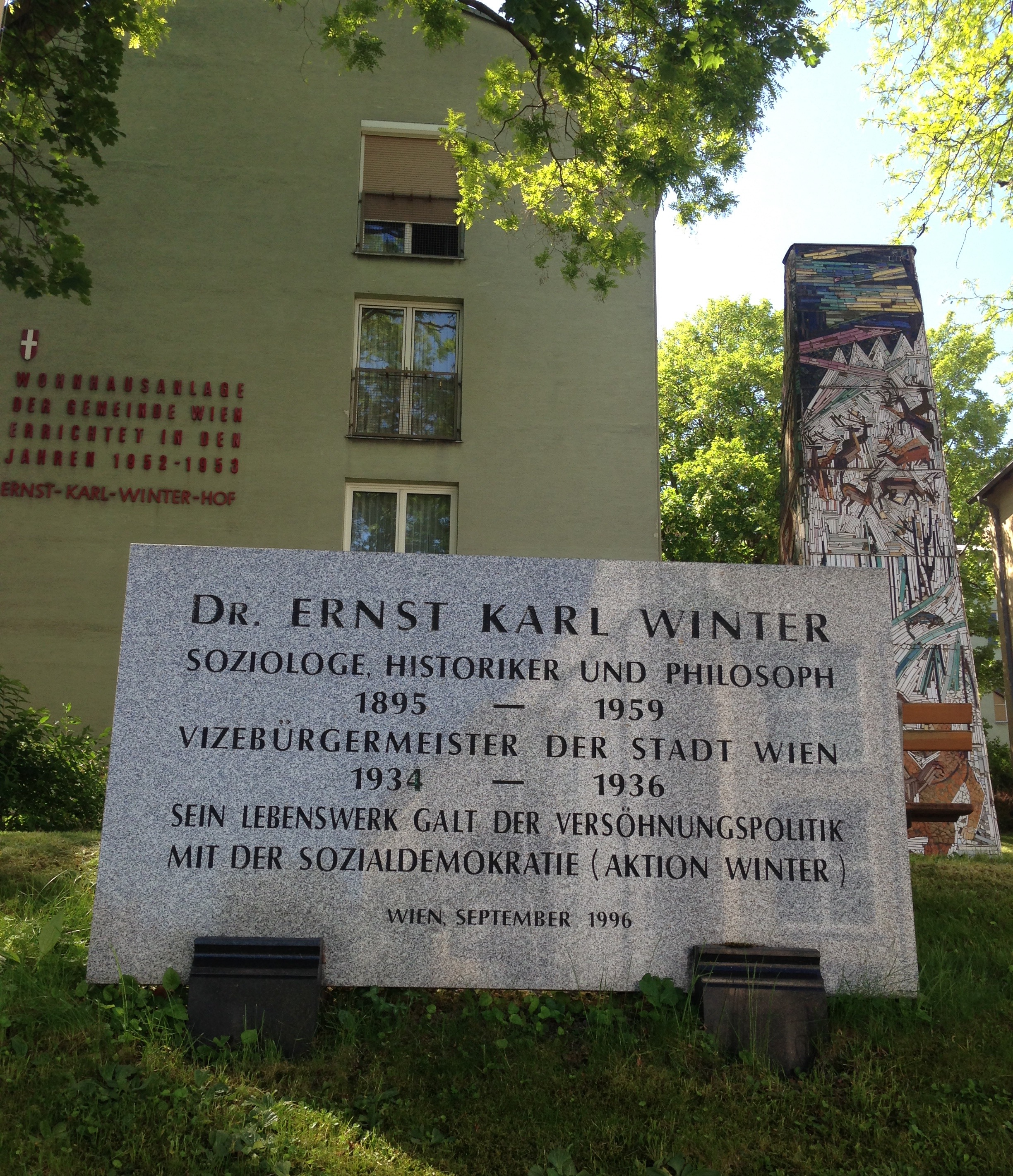
Gedenktafel vor dem Ernst-Karl-Winter-Hof

Ernst-Karl-Winter-Weg1988 wurde in Wien-Döbling der Ernst-Karl-Winter-Weg nach ihm benannt.
Ernst-Karl-Winter-HofDer Gemeindebau in 1180 Wien, Thimiggasse 63–69 (Baujahr: 1952–1955) wurde ebenfalls als Ernst-Karl-Winter-Hof benannt.
„Sein Lebenswerk galt der Versöhnungspolitik mit der Sozialdemokratie“, steht auf einer steinernen Gedenktafel vor einem der Häuser. Laut Anton Pelinka hat Winter nicht in die Politik des Vergessens der Nachkriegszeit hineingepasst, „Er sorgte in der ÖVP und der SPÖ für ein schlechtes Gewissen, weil er Recht behalten hatte: Im Kampf gegen den Nationalsozialismus hätten beide Lager zusammenarbeiten müssen.“

## Werke
- Die Sozialmetaphysik der Scholastik, 1929
- Platon. Das Soziologische in der Ideenlehre, 1930
- Rudolph IV. von Österreich, 2 Bde., 1936
- Arbeiterschaft und Staat, 1936
- Monarchie und Arbeiterschaft, 1936
- I. Seipel als dialektisches Problem, 1966.
- (Hg.): Wiener politische Blätter, 1933 ff.
- (Hg.): Wiener soziologische Studien, 1933 ff.
- Die Geschichte des österreichischen Volkes, hg. von Paul R. Tarmann. Plattform Johannes Martinek Verlag, Perchtoldsdorf 2018 (verfasst 1942–45)
- Christentum und Zivilisation, 1956
- mit K. Kramert: St. Severin, der Heilige zwischen Ost und West. Studien zum Severinsproblem, 2 Bde., 1959 f.
- Gesammelte Werke, hgg. v. E. F. Winter, 7 Bde., 1966